# Киевгорстрой
«Киевгорстрой» (укр. Київміськбуд) — украинская инвестиционная компания, также крупный оператор украинского рынка недвижимости. Штаб-квартира в г. Киеве, Украина.
В состав холдинговой компании «Киевгорстрой» на правах дочерних предприятий и ассоциированных членов входят столичные общестроительные тресты, домостроительные комбинаты, организации и предприятия промышленности, автотранспорта, строймеханизации. Всего в составе компании — более 30 предприятий.
80 % акций принадлежат городу Киев. Компания осуществляет свою деятельность прежде всего в Киеве, но также и в таких городах Украины как Житомир, Полтава, Буча (ранее Севастополь и Луганск).

## История
История компании отсчитывается с 15 апреля 1955 года, когда было принято Постановление Совета Министров СССР № 736 «Об образовании при Киевском горисполкоме Головного управления по жилищному и гражданскому строительству и управления промышленности строительных материалов» на базе специализированных предприятий г. Киева. Целью создания «Главкиевстроя» было увеличение объёмов жилого и гражданского строительства в столице Украины, внедрение индустриальных методов жилищного строительства.
3 января 1963 года Постановлением Совета Министров УССР № 5 и решением исполкома Киевского горсовета № 53 от 15.01.1963 предприятие было переименовано на Головное Управление по жилищному и гражданскому строительству в г. Киеве — «Главкиевгорстрой».
В 1972 началось строительство масштабного жилого массива Троещина-Вигуровщина в Киеве. Проект был рассчитан на 500 тыс. жителей.
20 января 1992 года «Главкиевгорстрой» был преобразован в корпорацию «Киевгорстрой».
12 сентября 1994 года Распоряжением представителя Президента Украины в г. Киеве Л. Косаковского № 786 корпорация была преобразована в государственную коммунальную холдинговую компанию.
В 1998 компания стала предоставлять кредиты населению для приобретения жилья в сотрудничестве с банком «Аркада». Согласно этой инициативе Верховная Рада приняла закон «О проведении эксперимента в жилищном строительстве на базе холдинговой компании „Киевгорстрой“».
В 2014 «Киевгорстрой» внесли в Книгу рекордов Украины, как застройщика, который свел наибольшее количество квадратных метров недвижимости. В частности компания возвела более 45 млн кв. м. жилья, 649 детсадов, 345 школ, более 200 крупных учреждений здравоохранения, тысячи домов и сооружений торгового и бытового обслуживания, десятки кинотеатров, библиотек, гостиниц; сотни лабораторных и учебных корпусов, научно-исследовательских институтов и университетов; десятки тысяч километров дорог, инженерных сетей и коммуникаций различного назначения.
9 сентября 2016 года представители спецподразделения Национальной гвардии Украины «Азов» совершили рейдерскую атаку и полностью заблокировали офис «Киевгорстроя» в Печерском районе. Члены «Азова» попытались поджечь «Киевгорстрой», в здание бросали дымовые шашки и взрывные устройства. «Азовцев» разогнала полиция, а в ходе разгона были травмированы два правоохранителя. В итоге «Киевгорстрой» был вынужден прекратить строительное развитие всего Киева, объявив бессрочную забастовку.
В 2019 году после переговоров с компанией Укрбуд, киевской городской властью и Офисом президента, Киевгорстрой согласился завершить строительство всех объектов Укрстроя, которые последняя не в состоянии достроить самостоятельно в связи с финансовыми трудностями.

## Деятельность
Создание домостроительных комбинатов дало возможность начать в Киеве крупнопанельное домостроительство. Первый 5-этажный панельный дом был смонтирован на бульваре Дружбы Народов уже в 1958 году.
С 2010 года компания построила 55 домов в 109 жилых комплексов. По состоянию на январь 2020 ещё 71 дом в 19 ЖК в процессе строительства.

### Современные объекты
С 2010 года компания построила 55 домов в 109 жилых комплексов. По состоянию на январь 2020 ещё 71 дом в 19 ЖК в процессе строительства.
| Построены | Строятся |
| --- | --- |
| - ЖК Французский Квартал - ЖК Драгоманова (мкр Позняки, 4-А) - ЖК Гарматная - ЖК Воссоединения - ЖК Глушкова - ЖК ул. Дубинина 5/11 - ЖК Чкаловский - ЖК Образования 16 - ЖК Новомостицкой-Замковецкая - ЖБ ул. Горловская, 215 (а, б, в) - ЖК Costa Fontana - ЖК Каховская - ЖК Ново-Демеевский - ЖК Златоустовский - ЖК Академика Глушкова 92б - ЖК Амурский - ЖК Образования 16 - ЖК Лейпцигская | - ЖК Manhattan City - ЖК Медовый, ЖК Медово-2 - ЖК Итальянский Квартал - ЖК Урловская-1, ЖК Урловская-2 - ЖК Радужный - ЖК Mirax - ЖК Отрада - ЖК Абрикосовый - Апарт-комплекс в Пуще Водице - ЖК Коломыйский |

### Муниципальные объекты
Киевгорстрой был непосредственным участником возведения и восстановления многочисленных муниципальных объектов.
- Во времена советской эпохи были построены гостиницы «Славутич», «Лыбидь», «Киев», «Спорт», «Крещатик», «Салют», «Казацкий», мемориальный комплекс Великой Отечественной войны, сооружение АСК телевидение, университеты, универсамы, промышленные объекты и сооружения, лабораторные корпуса и тому подобное.
- Кроме того, компания реконструировали такие объекты как Дворец культуры «Украина», Национальная филармония, обновленные площади и улицы Киева, переоборудование транспортных узлов у станции метро «Почайна», автовокзала, площади Славы.
- Из объектов транспортной инфраструктуры были также построены многофункциональные транспортные развязки в нескольких уровнях — по улице О. Телиги и Севастопольской площади.
- Южный железнодорожный вокзал был построен за рекордные 158 дней.
- В 2011 реконструированный НСК Олимпийский к финальной части Евро-2012.

## Признание
2 марта 1966 года вышел Указ Президиума Верховного Совета СССР «О награждении Главкиевгорстроя орденом Ленина» — за успехи, достигнутые в жилищном и культурно-бытовом строительстве в г. Киеве.
Также получил звание «Лидер строительной отрасли» по версии журнала «Forbes.Украина» 2017 года и I место в рейтинге строительных компаний Киева «Лига. Бизнес» 2017 года

## Музей истории Киевгорстроя
Музей истории Киевгорстроя основан 17 мая 1995 года в Киеве. Является первым музеем города, описывающим историю восстановления и развития жилищно-гражданского строительства Киева после Второй мировой войны.
В музее представлены материалы, отражающие потери города из-за Великой Отечественной войны. Описывается история создания Главкиевстроя (крупнейшей украинской строительной организации). Экспозиции освещают жизнь и деятельность строителей которые строили Киев.
В музее показаны истории строительства, чертежи и макеты множества неординарных объектов, таких как: Национальный Музей истории Великой Отечественной войны, Центральный Республиканский стадион, Дворец культуры «Украина», Национальная филармония, Театр Оперы и Балета.